# Emilia Hilaria
Emilia Hilaria (en latín, Aemilia Hilaria; c. 300-c. 363) fue una médica galorromana. Practicó medicina y escribió libros sobre ginecología y obstetricia. Era llamada "Hilaria" debido a su alegría infantil.

## Vida
Emilia nació en el Imperio romano en un área cerca de lo que es ahora Mosela, Francia. Creció en la zona y se convirtió en un médico allí. Emilia era la tía materna de Ausonio, un galorromano que se convirtió en tutor del emperador Graciano el Joven. Ausonio escribió una serie de poemas biográficos sobre los miembros de su familia, incluyendo Ameilia, llamado Parentalia. En su poema sobre su tía la describió como una "virgen dedicada", que rechazó el matrimonio para continuar su carrera. La describió como «entrenada en las artes médicas tan bien como cualquier hombre» así como una médica honesta y hábil, que también ayudó a su hermano con sus propios estudios de medicina.

## En la cultura popular
Emilia es una de las mujeres destacadas incluida en la pieza de instalación The Dinner Party de Judy Chicago, siendo representada como uno de los 999 nombres en el Heritage Floor.